# Азадеган

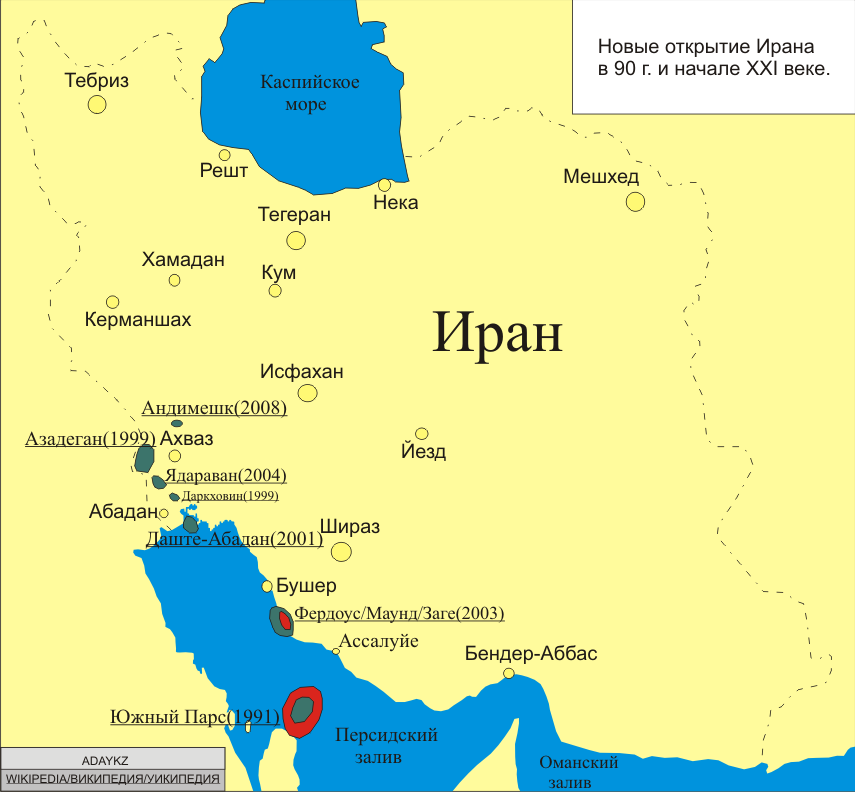

Азадеган — гигантское нефтяное месторождение Ирана, находящееся в шахрестане Деште-Азадеган (Хузестан) в 80 км юго-западнее от г. Ахваза. Открыто в 1999 году.
Азадеган входит в тройку крупнейших в мире после Аль-Гавара и Бургана. Азадеган находится вблизи иракской границы, его продолжением является одно из крупнейших месторождений Ирака — Меджнун.
На месторождении Азадеган насчитывается 4 основных нефтяных участка: Сарук, Кадждоми, Гадван и Фахлиян.

## Разработка
При разработке месторождения намечено пробурить 300 эксплуатационных скважин. После этого добыча нефти на Азадегане достигнет 340 тыс. баррелей нефти в сутки.
Разработка иранскими компаниями начнётся весной 2007 года. Азадеган является самым крупным из открытых за последние 30 лет на территории не только Ирана, но и других стран Ближнего и Среднего Востока.
Проект развития этого месторождения рассчитан на 8 лет и будет осуществляться в два этапа. На первом этапе ежедневный объём добычи нефти составит 150 тысяч баррелей, а на втором этапе — 260 тысяч баррелей (то есть вырастет ещё на 110 тыс. баррелей). Предварительная стоимость проекта составляет $2 млрд. В течение 5-7 лет на объектах этого проекта будет занято 1000 человек.
Для облегчения разработки месторождения, Азадеган был поделен на 2 месторождения — Северный и Южный.

## Запасы
Геологические запасы месторождения оцениваются в 2,5 млрд тонн нефти, а извлекаемые запасы нефти на Азадегане составляют 9 млрд баррелей (около 1,2 млрд т).

## Северный Азадеган
Северный Азадеган выделен в отдельный участок в 2006 году; объём его запасов составляет 950 млн тонн. Согласно достигнутым договоренностям, китайская нефтяная компания CNPC должна взять на себя 100 % инвестиций в разработку месторождения.

## Южный Азадеган
Южный Азадеган выделен в отдельный участок в 2006 году. Согласно достигнутым договоренностям, китайская нефтяная компания CNPC должна взять на себя 90 % инвестиций в разработку месторождения, а взамен получает в собственность долю в 70 %. Остальными партнерами являются иранская NIOC (20 %) и японская INPEX (10 %).